# Port lotniczy Bhopal
Port lotniczy Bhopal (IATA: BHO, ICAO: VABP) – port lotniczy położony 15 km na północny zachód od centrum Bhopalu, w stanie Madhya Pradesh, w Indiach.